# 超級無敵獎門人 終極篇
《超級無敵獎門人 終極篇》（英語：Super Trio Maximus），香港電視廣播有限公司製作遊戲節目，獎門人系列第十輯。「叻哥」陳百祥交棒予曾志偉率領九位歷代「獎老」錢嘉樂、林曉峰、金剛、阮兆祥、江欣燕、王祖藍、王志安、陳小春、蘭茜主持。內容充滿低俗惡整、主持造型服裝荒誕，旨在娛樂現場與家庭觀眾之餘，致力發掘老少咸宜、可用於派對遊戲，经常成为收视冠军屡破纪录。每集邀請藝人嘉賓分隊比賽贏取獎品，過程往往不顧形象狼狽奮身、甚至弄到滿臉忌廉，讓觀眾捧腹大笑。
全期合共31集，節目於2013年5月26日起逢星期日晚上21:00-22:00於翡翠台及高清翡翠台播出，並於myTV提供節目重溫。

## 節目資料
- 播出期間：2013年5月26日至2014年1月12日（逢星期日晚上21:00-22:00）
- 集數：31
- 主持：曾志偉、錢嘉樂、林曉峰、金剛、阮兆祥、江欣燕、王祖藍、王志安、陳小春、蘭茜
- 監製：陳志球
- 翡翠台於2014年7月2日至8月14日逢星期一至五上午10：30至11：30以及2015年1月17日至8月29日逢星期六中午12：00至13：00，重播此輯節目；2017年10月7日至11月12日，只重播了其中6集，包括第13、26、11、29、30及31集。

## 曾出現遊戲環節
- 超級無敵過過過
  - 玩法：兩隊嘉賓須派出指定隊員完成四項任務(食冰，穿冰衣，唱歌數指定張數紙幣，點蠟燭)或（徒手滅碌柚，穿冰衣，唱歌數指定張數紙幣，點蠟燭）又或者（食冰，穿冰衣，講出螢幕上字體出現的顏色， 點蠟燭之接力賽。若然期間任務失敗，需要重新開始。直至全隊完成，最快的一隊為之勝出。
- 超級無敵井井井
  - 玩法：與井字過三關一樣。但兩隊嘉賓需要在限時内記下九宮格上的内容，然後憑記憶，輪流說出相應的内容以在九宮格上打自己的符號。最先以橫、直、斜連成一線的一隊為勝。
- 超級無敵拍拍拍
  - 類似台灣綜藝節目《天才衝衝衝》的玩法：兩隊組員輪流跟拍子講一個名詞，接應的組員需要講出該名次的量詞，並且每次增加數量以及加上另一個名次。若未能接應或講錯數量、量詞，或所出題目重複，需接受吃「辣辣壽司」作懲罰。
  - 例：第一位嘉賓講「蘋果」，第二位嘉賓接「一個」。然後第二位嘉賓講「叉燒」，第三位應接「兩塊」，如此類推。倘若該嘉賓（以第三位嘉賓為例）講「兩個」或「一塊」，該嘉賓就算輸。
- 超級無敵到到到（原名“一家大细系齐度”）
  - 玩法：參賽者根據主持講的數目，依照順序站起相應人數。如正確擇優下一人繼續跟主持指定之數目順序站起。若未有依照數目或順序站起則為之輸，需接受進吃一件含有大量青芥末的「辣辣壽司」作懲罰。
- 超級無敵懷舊Game/經典Game
  - 超级无敌扮晒野 （ 《继续无敌獎门人》游戏，原名：  继续无敌扮晒野   ） （第28集、第29集、第31集）
    - 玩法：

  - 超級無敵啜啜啜（《驚天動地獎門人》遊戲`，原名：驚天動地運啜搶）（第3集、第18集、第22集，第28集）
    - 玩法：兩隊各派出一名隊員以口搶兵乓球，搶到兵乓球的一方加1分。最後總分最高的隊伍為之勝出。

  - 超級無敵BOM CHA CHA（《天下無敵獎門人》遊戲，原名：天下無敵BOM CHA CHA）（第4集、第17集、第30集）
    - 玩法：兩隊先記下舞蹈藝員的舞步，然後各派出隊員模仿演出。最後根據現場觀眾掌聲聲浪決定勝負。

  - 超級無敵大電視（第9、10集名為無齒大電視）（《超級無敵獎門人》遊戲，原名：超級無敵大電視）（第5集、第9集、第10集、第20集、第22集、第23集、第24集、第30集）
    - 玩法1：嘉賓須分成兩組，嘉賓須在限時內以動作或語言提示令一嘉賓估出電視裡的人物或者物件，若嘉賓說出電視裡的人物的其中一字、提及任何人名或估者偷看的話，此回合會作廢。估中人物最多之組為勝。
    - 玩法2：與玩法1基本一樣。不同之處是嘉賓不能露出牙齒，只能以動作或聲音提示令一嘉賓估出電視裡的人物或者物件，若嘉賓露齒或估者偷看的話，此回合會作廢。估中人物最多之組為勝。

  - 超級無敵茶餐廳（《驚天動地獎門人》遊戲，原名：驚天動地傳口噏）（第6集）
    - 玩法：隊員需記錄獎門人所說的內容，並將其傳給下一位隊員，如此類推至最後一位隊員，最後一位隊員所說的內容與獎門人所說的內容最相符的隊伍則為勝出。

  - 超級無敵兵乓波（《超級無敵獎門人》遊戲，原名：超級無敵兵乓波）（第7集、第31集）
    - 玩法：嘉賓須分成兩組，以單打形式作乒乓球比賽。遊戲規則大致跟普通乒乓球比賽無異。不同之處，是獎門人在遊戲開始時會公佈一個主題，參賽者在接乒乓球的同時，須要按照主題回答題目，如參賽者接不到乒乓球，或乒乓球不過網，或不能在接乒乓球時回答題目，或者答案重複，則被判為負方，須立刻換人作賽。勝方可獲得一分，而下一回合的題目，則由負方參賽者決定。最先達到十一分的一方為勝。

  - 超級無敵估歌仔（《超級無敵獎門人》遊戲，原名：超級無敵估歌仔）（第8集、第15集、第17集、第29集）
    - 玩法：請來不同外籍人士唱出粵語或國語流行曲，嘉賓必須正確猜出歌曲名字，猜中者勝出。

  - 一家大細靠晒你（《驚天動地獎門人》遊戲）（第11集、第15集、第17集、第20集、第23集）
    - 玩法：家庭觀衆挑戰遊戲，成功可奪得六萬元超市現金禮券。遊戲包括：拉枱布（第11集）、疊起180枚1元硬幣（第15集）、完成四個木盒花式（第17集）、利用骰盅將五粒骰子做成一座骰塔（第20集）、單手將繩子打三個結（第23集）。

  - 超級無敵爆波波（《鐵甲無敵獎門人》遊戲，原名：鐵甲無敵爆波波）（第12集、第14集、第18集、第19集、第25集）
    - 玩法：參賽者需於被放進其衣服內兼一直被充氣的大氣球爆破前說出十個與題目相關的答案，若參賽者於氣球爆破前不能說出十個與題目相關的答案，則為落敗。

  - 超級無敵障礙賽（《吾係獎門人》、《鐵甲無敵獎門人》、《超級遊戲獎門人》遊戲，原名：吾係世運會、鐵甲無敵轉吹夾、超級遊戲爆波波）（第13集）
    - 玩法1：此遊戲為多個經典遊戲的混合版本。參賽者分成兩組，第一、三棒隊員戴上已裝上望遠鏡的眼罩，第一棒隊員先於原地自轉10圈，然後依卵石路走到指定位置並將麵粉上的乒乓球吹走，然後由第二棒隊員將第三棒隊員腰間的繩扯掉，第三棒隊員需跳過障礙物並走到第四棒隊員所站的位置，所有隊員抬起第四棒隊員的雙腳，被抬雙腳的隊員則以手支撐身體，將氣球以身體壓破，完成時間最短的隊伍則為勝出。
    - 玩法2：參賽者分成兩組，第一個組員需要將飄浮在空中的紙巾夾住，第二個組員則需要原地轉10個圈再將自己的鞋往上踢再接着，第三個隊員則需要解答一條問題，最後一名隊員需要打雞蛋並把蛋黃及蛋漿分開，並運送前一兜飯

  - 超級無敵馬拉松（《超級無敵獎門人》遊戲，原名：超級無敵馬拉松）（第16集，第26集）
    - 玩法：首先由主持人講出一個詞語、成語或短句，第一位參賽者則要利用之前的詞語的最後一字作為新的詞語的頭一個字，再說一個詞語、成語或短句，而之後的參賽者，要先重複之前所有說過的詞語，最後再加上自己說出的詞語，才算完成那一圈。如果參賽者中途忘記或唸錯詞語，或者重複詞語完畢後不能立刻接上新的詞語，或者新的詞語和舊的出現重複則會被淘汰。留守到最後沒有被淘汰的一名參賽者為勝方。

  - 超級無敵搵啖食（《天下無敵獎門人》遊戲，原名：天下無敵搵啖食）（第18集）
    - 玩法：參賽者將以搖搖板所拋出的食物以口接住，成功則加1分，最後總分最高的參賽者則為勝出。

  - 超級無敵我最勁（《超級遊戲獎門人》遊戲，原名：超級遊戲我最勁）（第20集、第22集、第25集、第29集）
    - 玩法：兩隊各派出一名隊員，雙方猜「口不對心枚」。遊戲開始時雙方必須要喊「口不對心我最勁」，然後參賽者輪流說出1至5其中一個數字（之前要喊「我勁啲」），並同時舉出1至5隻手指，若所說的數字與其舉出的手指數量一樣，或所說數字不在範圍，則算落敗，另一方則得1分，且落敗的隊員需接受吃辣辣壽司的懲罰，最後總分最高的隊伍則為勝出。

  - 超級無敵搭錯線（《超級遊戲獎門人》遊戲，原名：超級遊戲搭錯線）（第21集）
    - 玩法：兩名隊員戴上隔音耳機，輪流於問題板及答案板抽選一句句子並讀出，若兩人說出的問題和答案與標準答案相符，則可得1分，最後總分最高的隊伍則為勝出。

  - 超級無敵開口中（《吾係獎門人》遊戲，原名：吾係開口中）（第22集）
    - 玩法：兩隊輪流派出隊員於1至100中說出一個數字，數字範圍會因應參賽者所說的數字以一直縮窄，直至一名參賽者叫中謎底的數字，該隊員所代表的隊伍則為落敗，並須接受懲罰，而另一隊則加1分，最後總分最高的隊伍則為勝出。
- 超級無敵燈燈燈
  - 玩法：與紅綠燈一樣。不同的是玩家聽完「一二三紅綠燈」之後需要按獎門人給與的題目做出動作。玩家只要到達終點就算成功。由於是隊制，所以隊中最多人到達終點的勝出。
- 超級無敵反反反
  - 玩法：嘉賓須坐在特製座位上回答是非題。每次較少數的一方為輸，其座位將向後反轉90度，並受到指定懲罰。但如果解釋不合理同樣也會受到懲罰。第25集起改爲多項選擇IQ題。
- 超級無敵Jackpot Game
  - 超級無敵骰骰骰
    - 玩法：由勝出隊伍參加。隊員需要進行三個回合遊戲。首先擲骰估單雙、估大細、以及進行「幸運骰」或「大話骰」，以贏取當晚的Jackpot獎金。
- 其他Jackpot Game
- 超級無敵拉枱布
  - 玩法：勝方派出其中一位嘉賓來枱布枱上的東西沒有跌下，就可以獲得獎金
- 豆袋遊戲
  - 玩法：勝方派出其中一位嘉賓玩遊戲，首先把第一個豆袋拎起放在手中然後當你拎起第二個豆袋時，把第一個袋拋把然後拎起第二個袋如此類推直至最後一個便要將所有豆袋拋起在手面上，然後再拋起再接回，接咗幾多個豆袋就有幾份獎品
- 飛拖鞋
  - 玩法：勝方可以穿着一隻拖鞋精並把拖鞋飛向寫有見到個獎品數量的佈景板，而佈景板上面寫着1，2及全中，飛仲一個就有一份獎品，兩個就有兩份，全中就全部給你，至於勝方及負方可以擺放一個筒上面寫得自己的名字如果有任何一隻拖鞋落在其中一個筒上面，該筒的主任就可以獲得1分奬
- 由於集集兩隊打和關係，第23集開始不玩超級無敵Jackpot Game。
- 超級無敵潑水節
- 超級無敵玩波波

## 收視
以下為本節目於無綫電視翡翠台及高清翡翠台之收視紀錄：
| 集數 | 日期           | 平均收視 | 最高收視 |
| ---- | -------------- | -------- | -------- |
| 01   | 2013年5月26日  | 27點     |          |
| 02   | 2013年6月2日   | 27點     |          |
| 03   | 2013年6月9日   | 26點     |          |
| 04   | 2013年6月16日  | 27點     |          |
| 05   | 2013年6月23日  | 28點     |          |
| 06   | 2013年6月30日  | 24點     |          |
| 07   | 2013年7月7日   | 28點     |          |
| 08   | 2013年7月14日  | 26點     |          |
| 09   | 2013年7月21日  | 27點     |          |
| 10   | 2013年7月28日  | 26點     |          |
| 11   | 2013年8月4日   | 25點     |          |
| 12   | 2013年8月11日  | 26點     |          |
| 13   | 2013年8月18日  | 27點     |          |
| 14   | 2013年8月25日  | 24點     |          |
| 15   | 2013年9月1日   | 26點     |          |
| 16   | 2013年9月15日  | 26點     |          |
| 17   | 2013年9月22日  | 36點     |          |
| 18   | 2013年9月29日  | 24點     |          |
| 19   | 2013年10月6日  | 25點     |          |
| 20   | 2013年10月13日 | 23點     |          |
| 21   | 2013年10月20日 | 27點     |          |
| 22   | 2013年10月27日 | 24點     |          |
| 23   | 2013年11月3日  | 25點     |          |
| 24   | 2013年11月10日 | 25點     |          |
| 25   | 2013年11月17日 | 28點     |          |
| 26   | 2013年12月1日  | 24點     |          |
| 27   | 2013年12月8日  | 23點     |          |
| 28   | 2013年12月22日 | 24點     |          |
| 29   | 2013年12月29日 | 26點     |          |
| 30   | 2014年1月5日   | 28點     |          |
| 31   | 2014年1月12日  | 39點     |          |

## 獎項

### TVB 馬來西亞星光薈萃頒獎典禮2013
| 獎項                  | 獲奬單位                                                                         |
| --------------------- | -------------------------------------------------------------------------------- |
| 「最喜愛TVB節目主持」 | 曾志偉、錢嘉樂、林曉峰、陳小春、阮兆祥、金 剛、江欣燕、蘭 茜、王志安Otto、王祖藍 |
| 「最喜愛TVB綜藝節目」 | 超級無敵獎門人 終極篇                                                            |

## 記事
- 2013年8月25日：由於直播《2013香港小姐競選準決賽》，本節目延遲至22:30-23:30播映。
- 2013年9月1日：由於直播《2013香港小姐競選決賽》，本節目提早至20:00-21:00播映。
- 2013年9月8日：由於播映劇集《衝上雲霄II》兩小時大結局及直播特備節目《衝上雲霄II 華麗著陸》，本節目暫停播映。
- 2013年9月22日：由於播映劇集《情逆三世緣》大結局，本節目提早至20:00-21:00播映。
- 2013年11月24日：由於播映劇集《法外風雲》兩小時大結局，本節目暫停播映。
- 2013年12月15日：由於播映劇集《On Call 36小時II》兩小時大結局及直播特備節目《On Call 36小時II 美麗使命》，本節目暫停播映。
- 2017年1月28日：於myTV SUPER提供節目重溫（第25、30及31集除外）。

## 爭議

### 遊戲項目被指抄襲《Running Man》
2013年6月，《超級無敵獎門人 終極篇》及2021年4月《開心大綜藝》被指其中多個遊戲項目皆是抄襲自韓國人氣節目《Running Man》。

## 外部連結
- 超級無敵獎門人 終極篇 （页面存档备份，存于）

## 電視節目的變遷
| 香港無綫電視翡翠台、高清翡翠台 星期日 21:00-22:00 時段 | 香港無綫電視翡翠台、高清翡翠台 星期日 21:00-22:00 時段 | 香港無綫電視翡翠台、高清翡翠台 星期日 21:00-22:00 時段 |
| ------------------------------------------------------ | ------------------------------------------------------ | ------------------------------------------------------ |
|                                                        | 超級無敵獎門人 終極篇 （2013.05.26 - 2014.01.12）      |                                                        |
| 決戰一分鐘 （2012.11.25 - 2013.05.19）                 | 2013年度勁歌金曲頒獎典禮 （2014.01.19）（20:00-23:00） |                                                        |

| 翡翠台 星期一至五 10:30-11:30 時段 7月3日 暫停播映 | 翡翠台 星期一至五 10:30-11:30 時段 7月3日 暫停播映 | 翡翠台 星期一至五 10:30-11:30 時段 7月3日 暫停播映 |
| -------------------------------------------------- | -------------------------------------------------- | -------------------------------------------------- |
|                                                    | 超級無敵獎門人 終極篇 （2014.07.02 - 2014.08.14）  |                                                    |
| 包青天之開封奇案 （2014.04.28 - 2014.06.26）       | 小B大任務 （2014.08.15 - 2014.08.28）              |                                                    |

| 翡翠台 星期六 12:00-13:00 時段 2月21日及6月20日 暫停播映 | 翡翠台 星期六 12:00-13:00 時段 2月21日及6月20日 暫停播映 | 翡翠台 星期六 12:00-13:00 時段 2月21日及6月20日 暫停播映 |
| -------------------------------------------------------- | -------------------------------------------------------- | -------------------------------------------------------- |
|                                                          | 超級無敵獎門人 終極篇 （2015.01.17 - 2015.08.29）        |                                                          |
| 玩嘢王 （2014.11.29 - 2015.01.10）                       | 快樂聯盟 （2015.09.05 - 2015.11.14）                     |                                                          |

| 翡翠台 星期六 13:15-14:20 時段                           | 翡翠台 星期六 13:15-14:20 時段                                                   | 翡翠台 星期六 13:15-14:20 時段 |
| -------------------------------------------------------- | -------------------------------------------------------------------------------- | ------------------------------ |
|                                                          | 超級無敵獎門人 終極篇 （第13、26、11、29、30、31集） （2017.10.07 - 2017.11.11） |                                |
| 超級遊戲獎門人 （第1、27集） （2017.09.23 - 2017.09.30） | —                                                                                |                                |